# 源村 (新潟県)
源村（みなもとむら）は、かつて新潟県中頸城郡にあった村。

## 沿革
- 1901年（明治34年）11月1日 - 中頸城郡水源村（一部）、川谷村、上吉川村（一部）が合併し、源村が発足。
- 1955年（昭和30年）3月31日 - 中頸城郡吉川村、旭村（一部）と合併し、町制施行して吉川町となり消滅。